# Dagasill
Dagasill (Stolothrissa tanganicae) är en fiskart som beskrevs av Regan 1917. Dagasill är ensam i släktet Stolothrissa som ingår i familjen sillfiskar. IUCN kategoriserar arten globalt som livskraftig. Inga underarter finns listade i Catalogue of Life.
Arten förekommer i Tanganyikasjön och i floden Lukuga i centrala Afrika. Den blir vanligen 7 cm lång och når ibland 10 cm. Dagasill bildar stora stim och ungar vistas närmare strandlinjen. Vuxna exemplar stannar på dagen 60 meter under sjöns yta eller djupare och de vistas på natten cirka 8 till 15 meter under vattenytan. Födan utgörs främst av plankton. Troligen sker fortplantningen under hela året men de flesta ungar registreras i maj/juni samt i december/januari. De befruktade äggen sjunker långsam djupare.